# Otolemur
Otolemur es un género de primates estrepsirrinos de la familia Galagidae que incluye tres especies distribuidas por África Austral, África Oriental y Zaire.

## Especies
- Género Otolemur
  - Otolemur crassicaudatus
    - Otolemur crassicaudatus crassicaudatus
    - Otolemur crassicaudatus kirkii

  - Otolemur garnettii
    - Otolemur garnettii garnettii
    - Otolemur garnettii lasiotis
    - Otolemur garnettii kikuyuensis
    - Otolemur garnettii panganiensis

  - Otolemur monteiri
    - Otolemur monteiri monteiri
    - Otolemur monteiri argentatus